# 三ヶ田礼一
三ヶ田 礼一（みかた れいいち、1967年1月14日 - ）は、1990年代に活躍したスキーノルディック複合の選手。

## プロフィール
- 1967年1月14日岩手県岩手郡安代町田山（出生当時は二戸郡安代町、現在の八幡平市）に生まれる。身長171cm。3歳からスキーを始め、安代町立田山中学校（夏は野球部、冬はスキー部に所属[1]）～東奥義塾高等学校～明治大学と進学し、1989年リクルートに入社。1992年アルベールビルオリンピックでは日本の冬季オリンピック史上2個目となる金メダルを獲得。1994年リレハンメルオリンピックでは日本選手団の旗手を務めた。

## 成績
- 1991年ヴァル・ディ・フィエンメ世界選手権（ イタリア）
  - 個人16位、団体銅メダル（三ヶ田礼一・阿部雅司・児玉和興）
- 1992年アルベールビルオリンピック（ フランス）
  - 個人34位、団体金メダル（三ヶ田礼一・河野孝典・荻原健司）
- 1993年ファルン世界選手権（ スウェーデン）
  - 個人40位

## 引退後の活動
- 引退後は岩手ホテルアンドリゾートで営業を担当する一方、スキー指導や講演会、地元ラジオ番組に出演するなど多方面で活躍、2007年に岩手県教育委員会事務局スポーツ健康課に採用、現在は財団法人岩手県体育協会でスポーツ特別指導員として、岩手のスポーツ振興に尽力している。
- 2006年トリノオリンピック、2010年バンクーバーオリンピックではテレビ解説を務めた。
- 2018年より玉澤徳一郎の後任として岩手県オリエンテーリング協会会長を務める[2][3]。かねてより地元である安比高原において、アドベンチャーレーサーの田中陽希らとともにスキーオリエンテーリングの普及活動に協力していた[4]。

## 受賞
- 1991年度JOCスポーツ賞最優秀賞